# Schaub (Familienname)
Schaub ist ein deutscher Familienname.

## Namensträger
- Bernhard Schaub (* 1954), Schweizer Holocaustleugner
- Christoph Schaub (* 1958), Schweizer Regisseur
- Daniel Schaub (* 1983), deutscher Musiker und Komponist
- David Schaub, Spezialeffektkünstler
- Dieter Schaub (* 1937), deutscher Unternehmer und Verleger
- Eduard Schaub († 1887), deutscher Rechtsanwalt, Politiker und Bürgermeister der Stadt Wattenscheid
- Emil Schaub (1877–1942), Schweizer Gymnasiallehrer und Autor
- Eugen Schaub (1911–1980), deutscher Schauspieler, Synchronsprecher und Theaterregisseur
- Franz von Schaub (1817–1871), österreichischer Astronom und Ozeanograph
- Franz Schaub (1914–2002), deutscher Autor und Journalist
- Franz Seraph Schaub (1870–1927), deutscher Theologe
- Fred Schaub (1960–2003), deutscher Fußballspieler
- Frédéric Schaub (* 1987), Schweizer Fußballspieler
- Friedrich Schaub (1910–2002), deutscher Landschaftsarchitekt
- Friedrich Schaub (Historiker) (1887–1957), deutscher Historiker, Lehrer und Archivar der Universität Freiburg
- Friedrich Wilhelm Schaub (* 1759), deutscher Maler und Zeichner
- Fritz Schaub (* 1936), Schweizer Journalist und Autor
- Gerhard Schaub (1938–2017), deutscher Germanist
- Günter Schaub (1933–2013), deutscher Jurist
- Gustav Schaub (1875–1944), deutscher Kunstmaler
- Hans Ferdinand Schaub (1880–1965), deutscher Komponist
- Hanspeter Schaub (1912–1965), Schweizer Geologe
- Hans-Peter Schaub (* 1961), deutscher Fotograf und Fotojournalist
- Hans Walter Schaub (1913–1994), Schweizer Geologe, Museumsdirektor und Hochschullehrer
- Harald Schaub (1917–1991), deutscher Künstler
- Harald Schaub (Fußballspieler) (* 1935), deutscher Fußballspieler
- Heinrich Schaub (Politiker, 1802) (1802–1890), Schweizer Politiker
- Heinrich Schaub (Fußballspieler) (1911–1943), deutscher Fußballspieler
- Heinrich Schaub (Politiker, 1915) (1915 – nach 1995), deutscher Politiker (LDPD), Abgeordneter der Volkskammer
- Heinrich Wilhelm Schaub (1875–1930), deutscher Politiker (SPD)
- Hermann Schaub (1900–1961), deutscher Kaufmann, Politiker (SPD) und Verbandsfunktionär
- Hugo Schaub (1904–1977), deutscher Politiker (SPD), MdL Nordrhein-Westfalen
- Jakob Schaub (Politiker) (1823–1877), Landtagsabgeordneter Großherzogtum Hessen
- Jakob Schaub (Jakob Schaub-Buser; 1862–1950), Schweizer Verleger und Drucker
- Johann Jakob Schaub (1828–1910), Schweizer Lehrer und Heimatkundler
- Josef Schaub (1899–1978), deutscher Zeitungsverleger
- Julius Schaub (1898–1967), deutscher Parteifunktionär (NSDAP)
- Jürg Schaub (1934–2009), Schweizer Grafiker, Werbefachmann
- Karin Schaub (1928–2024), Schweizer Malerin, Zeichnerin und Grafikerin
- Käthe Schaub (1892–1973), deutsche Politikerin (SPD)
- Konradjoachim Schaub (1910–nach 1972), deutscher Journalist, Chefredakteur und Schriftsteller (v. a. während NS-Zeit)
- Louis Schaub (* 1994), österreichischer Fußballspieler
- Luca Schaub (1988–2024), deutscher Schauspieler
- Lukas Schaub (1690–1758), Schweizer Diplomat in englischen Diensten
- Manfred Schaub (1957–2018), deutscher Politiker (SPD)
- Marc Schaub (* 1992), deutscher Eishockeyspieler
- Martin Schaub (1937–2003), Schweizer Publizist
- Matt Schaub (* 1981), US-amerikanischer Footballspieler
- Michael Schaub (* 1974), Schweizer Psychologe und Suchtforscher
- Mirjam Schaub (* 1970), deutsche Philosophin
- Moritz Schaub (* 1990), Schweizer Unihockeyspieler
- Niklaus Schaub (1690–1758), Schweizer Diplomat
- Olga Schaub (1913–1945), deutsche Schauspielerin
- Otto Schaub (1886–1955), Schweizer Bauingenieur und Bieler Stadtbaumeister
- Peter Schaub (1897–1945), deutscher Politiker (NSDAP), MdR
- Philip Schaub (* 1997), deutscher BMX-Fahrer
- Reinhard Schaub (* 1962), deutscher Musiker und Musikproduzent
- Renate Schaub (* 1967), deutsche Rechtswissenschaftlerin
- Samuel Schaub (1882–1962), Schweizer Paläontologe
- Sarah Schaub (* 1983), US-amerikanische Filmschauspielerin
- Sebastian Schaub (* 1970), deutscher Politiker (Bündnis 90/Die Grünen)
- Siglinde Schaub (* 1940), deutsche Pädagogin und Politikerin (Die Linke)
- Stefan Schaub (* 1952), deutscher Musikpädagoge
- Thomas Schaub (* 1962), deutscher Unternehmer, Verleger und Geschäftsführer der Medien Union seit 1994
- Urs Schaub (* 1951), Schweizer Regisseur und Schriftsteller
- Walter Schaub (1885–1957), Schweizer Politiker
- Werner Schaub (* 1945), deutscher Künstlerfunktionär